# Хлумецкий, Адам
Адам Хлумецкий (настоящее имя Франтишек Кужеля; 7 января 1854, Рокутнице — 23 июня 1938, Оломоуц) — австро-венгерский и чешский поэт и писатель
, католический священник, представитель так называемого «католического модернизма».

## Биография
Получил богословское образование в Оломоуце, в 1880 году был рукоположён в кнезы, затем служил пастором в Длухомилове. Его поэтические произведения были написаны в основном хореем, нередко содержали аллегории, а стиль их определялся как «библейский» и «пророческий». По форме многие его поэмы напоминают народные песни и баллады. В чешской литературе, несмотря на религиозное содержание большинства сочинений Хлумецкого, он считается представителем натурализма и реализма. По мнению авторов ЭСБЕ, «в формы умирающего романтизма он влил новое содержание, иногда с социалистическими идеями». В журнале Pod jedním praporem его работы оценивались как одни из самых оригинальных в чешской поэзии того времени.
Ему принадлежат поэмы и сборники стихотворений: «Apokalypse otroků» (1881; апокалиптическая поэма о будущем упадке славянства), «Epos o hloupém Janu» (1882; поэма на основе чешских народных сказок), «Andĕly pyšné» (1886), «Romance о rejdech čertových» (1893), «Zvony večerní» (1895), «Evangelium svobody» (1896 % образное описание истории церкви), роман «Adam a Eva» (1897; о жизни чешской сельской интеллигенции), драма «Večer sv. Mikuláše» (1885) и другие произведения.